# Perdues dans New York
Pour plus de détails, voir Fiche technique et Distribution.
Perdues dans New York est un film expérimental français réalisé en 1991 par Jean Rollin. Il s'agit d'une de ses œuvres les plus personnelles et les plus hermétiques.

## Synopsis
Marie, petite fille solitaire, fait la connaissance de Michelle. Les deux enfants, qui ont le même âge, sympathisent rapidement… Elles trouvent une amulette magique qui leur permet de voyager à travers le temps et l'espace. À peine se demandent-elles ce que leur réserve l'avenir qu'elles atterrissent dans New York, cité gigantesque et dangereuse où elles se perdent de vue…

## Fiche technique
- Réalisateur : Jean Rollin
- Scénario : Jean Rollin
- Directeur de la photographie : Max Monteillet
- Montage : Jeanette Kronegger
- Musique : Philippe d'Aram
- Producteur : Sam Selsky, les Films ABC, Mars International Production et Francam Interservices
- Pays d'origine :  France
- Couleur : couleur
- Durée totale : 52 minutes

La jetée se trouve à Pourville-sur-Mer en Seine-Maritime.

## Distribution
- Natalie Perrey : Michelle âgée
- Marie-Laurence  : Marie âgée
- Catherine Herengt : Michelle à l'âge de 23 ans
- Catherine Lesret : Marie à l'âge de 23 ans
- Adeline Abitbol : Michelle enfant
- Funny Abitbol : Marie enfant
- Mélissa : la sorcière noire
- Sophie Maret : la délinquante new-yorkaise
- Catherine Rival : la vampire
- Jean Rollin : le récitant